# Kraški ovčarji
Kraški ovčarji so balkan-rock skupina, ki je nastala leta 1994. Ovčarji so sprva igrali trdi rock, nato so se posvetili igranju zabavne glasbe iz bivše Jugoslavije spričo balkan mrzlice, ki je v drugi polovici devetdesetih let zajela tudi Italijo, in obenem zaradi hrvaškega porekla vodje skupine, kitarista Aljoše Sakside.
Na prehodu med prvim in drugim obdobjem delovanja je skupina dosegla vidne rezultate na glasbenih tekmovanjih po Italiji in v tujini; omembe vredna je uvrstitev leta 1999 v izbor 12 najobetavnejših italijanskih skupin na najpomembnejšem tovrstnem tekmovanju, Arezzo Wave.
Do danes so Ovčarji nastopili na skoraj 300 koncertih širom po  Italiji, Sloveniji, Avstriji ter Hrvaški, leta 2005 pa so se podali na mesečno turnejo po Južni Ameriki.
Člani skupine so doma iz tržaške okolice, sedež pa imajo v Nabrežini pri Trstu. Skupina je dobila ime po kraškem ovčarju, avtohtoni slovenski pasmi psov.

## Zasedba
- Matej Gruden »Keko« (1974, ustanovni član) - klaviatura, alt saksofon
- Aljoša Saksida »Sax« (1972), ustanovni član) - vokal, kitara, sopran saksofon
- Martina Feri (1977) - vokal (od leta 2003)
- Iztok Cergol (1982) - violina, tenor saksofon (od leta 1998)
- Igor Peric »Pjrc« (1978) - klarinet, tenor saksofon (od leta 2000)
- Martin Rebecchi »Jrnač« (1985) - trobenta (od leta 2001)
- Martin Andolšek (????) - bas kitara, bariton tuba (od leta 2005)
- Marko Mattietti »Peco« (????) - bobni (od leta 2002)

## Nekdanji člani
- Danilo Pahor »Pilo« (1972, ustanovni član) - bas kitara (do leta 2005)
- Mitja Košuta (1978, ustanovni član) - bobni (do leta 2001)
- Francesca Simoni (1976) - vokal (1994–1995)
- Tom Hmeljak (1970) - bobni (2001)

## Diskografija
- Kekofonija (demoposnetek), 1998-9
- Live at Radioattività (v živo), 2000
- Kraški ovčarji, 2005
- Kraški ovčarji Live, 2005